# Longyearbyen
Longyearbyen je najveće naselje i glavni grad norveškog prekomorskog teritorija Svalbarda. Naselje se nalazi na Spitsbergenu, najvećem otoku svalbardskog otočja, a u njemu trenutno živi oko 1.800 ljudi, uglavnom Norvežana i Rusa.
Naselje je 1906. godine osnovao John Munroe Longyear, po kojem je i dobilo ime koje na norveškom znači Longyearov grad. Naselje je 1943. bilo razrušeno od strane Nijemaca, ali je ubrzo nakon Drugog svjetskog rata obnovljeno. Do početka devedesetih godina 20. stoljeća glavna djelatnost u naselju je bilo rudarstvo ugljena. Danas Longyearbyen nudi široku ponudu aktivnosti i ustanova, pa se u njemu nalaze zatvoreni bazeni, sportska dvorana, trgovina s kućnim potrepštinama, tri hotela, crkva, suvenirnice itd. 1993. godine u naselju je otvoren i sveučilišni centar.
Longyearbyen je najsjevernije trajno naseljeno mjesto na svijetu kojem se može pristupiti bez ikakvih problema, jer se u njegovoj okolici nalazi zračna luka u koju se može doći redovitim letovima iz norveških gradova Tromsøa i Osla (Najsjevernije trajno naselje je Alert u Kanadi, ali je iznimno slabo prometno povezan). Budući da se nalazi sjeverno od Arktičkog kruga, u naselju polarna noć traje od kraja listopada do sredine veljače, a polarni dan od sredine travnja do sredine kolovoza.